# John McClelland (médico)
Sir John McClelland (1805–1883) fue un médico británico interesado en la geología y la biología, que trabajó para la Compañía de las Indias Orientales.
En 1835 fue enviado en una misión (Comité del Té) para identificar si el té podía cultivarse en el noreste de la India, junto con Nathaniel Wallich y William Griffith. Esta misión encontró problemas con los miembros del grupo. 
McClelland fue nombrado en 1836 secretario del "Comité del Carbón", precursor del Servicio Geológico de la India (GSI), formado para explorar las posibilidades de explotar el carbón indio. Fue el primero en proponer la contratación de geólogos profesionales para la tarea. También participó en estudios forestales y sus informes llevaron al establecimiento del Departamento Forestal en la India.
También se desempeñó como superintendente interino del Jardín Botánico de Calcuta desde 1846 hasta 1847 y fue editor del Calcutta Journal of Natural History desde 1841 hasta 1847. 

## Legado
McClelland es conmemorado en el nombre del bulbul montañés, Ixos mcclellandii. Una especie de serpiente venenosa, Sinomicrurus macclellandi, también lleva su nombre en su honor.

## Trabajo
En su trabajo como ictiólogo describió muchas especies y varios géneros de peces, entre ellos Schistura. La abreviatura estándar del autor McClell. se utiliza para indicar a esta persona como autor al citar un nombre botánico. 